# Kumtepe
Koordinaten: 39° 58′ 44″ N, 26° 11′ 47″ O
Kumtepe (auf Deutsch Sandhügel) ist ein prähistorischer Siedlungshügel in der Troas im nordwestlichen Anatolien, etwa fünf Kilometer nordwestlich von Troja am Westufer des Karamenderes, des antiken Skamandros. Kumtepe besteht aus vier Lagen, Kumtepe IA, IB, IC und II. Die letzten beiden wurden im zwanzigsten Jahrhundert stark zerstört. Der Hügel ist von ovaler Form, etwa 100 m lang und 8 m hoch.
J. W. Sperling und Hâmit Zübeyir Koşay führten im Rahmen von Blegens Grabungen in Troja 1934 die ersten Untersuchungen durch, wobei sie feststellten, dass die Schichten A und B älter als Troja I (etwa 3000 v. Chr.) waren. 1993–1995 wurden unter Manfred Korfmann erneut Ausgrabungen am Kumtepe vorgenommen. Dabei stellte sich heraus, dass zwischen den ersten Schichten A und B ein Zeitraum von mehreren hundert Jahren lag. Neueste 14C-Untersuchungen datieren die Schicht A auf Ende des sechsten bis Anfang des fünften Jahrtausends v. Chr. Die folgende Periode B ließ sich auf das letzte Drittel des vierten vorchristlichen Jahrtausends datieren. Die Schichten C und II sind etwa zeitgleich zu Troja I.
Bei den Ausgrabungen kamen Steinfundamente von Gebäuden zutage sowie Keramik. Große Mengen an Muschel- und Austernresten unter den Funden in Schicht A belegen einen großen Anteil von Meerestieren an der Ernährung, zumal in der Zeit der Besiedlung der Hügel direkt am Meer lag. Heute befindet er sich zwei Kilometer von der Küste entfernt. Aber auch Feigen und Hülsenfrüchte haben nach archäobotanischen Untersuchungen Bedeutung für die Essgewohnheiten der Bewohner. In den folgenden Perioden gewann der Getreideanbau an Bedeutung, zunächst Gerste, in Periode C Emmer und Einkorn, wie auch in Troja I. Bei den gefundenen Gebrauchsgegenständen stehen in Schicht A noch Obsidian für Werkzeuge und Marmor für Gefäße im Vordergrund, während in Kumtepe B zunehmend Kupfer und Bronze zum Einsatz kamen. Auch Spinnwirtel waren unter den Fundstücken. Keramikfunde der ersten Ausgrabungen sind in den Museen von Istanbul und Ankara zu sehen, die Funde der neuen Ausgrabungen im Troya Müzesi.
1995 wurden sechs in den Fels geschlagene Gruben mit Hockbestattungen von je einem Erwachsenen gefunden. In den Schichten B und C wurden Bestattungen von Säuglingen in Gefäßen gefunden.